# 日本咖喱飯

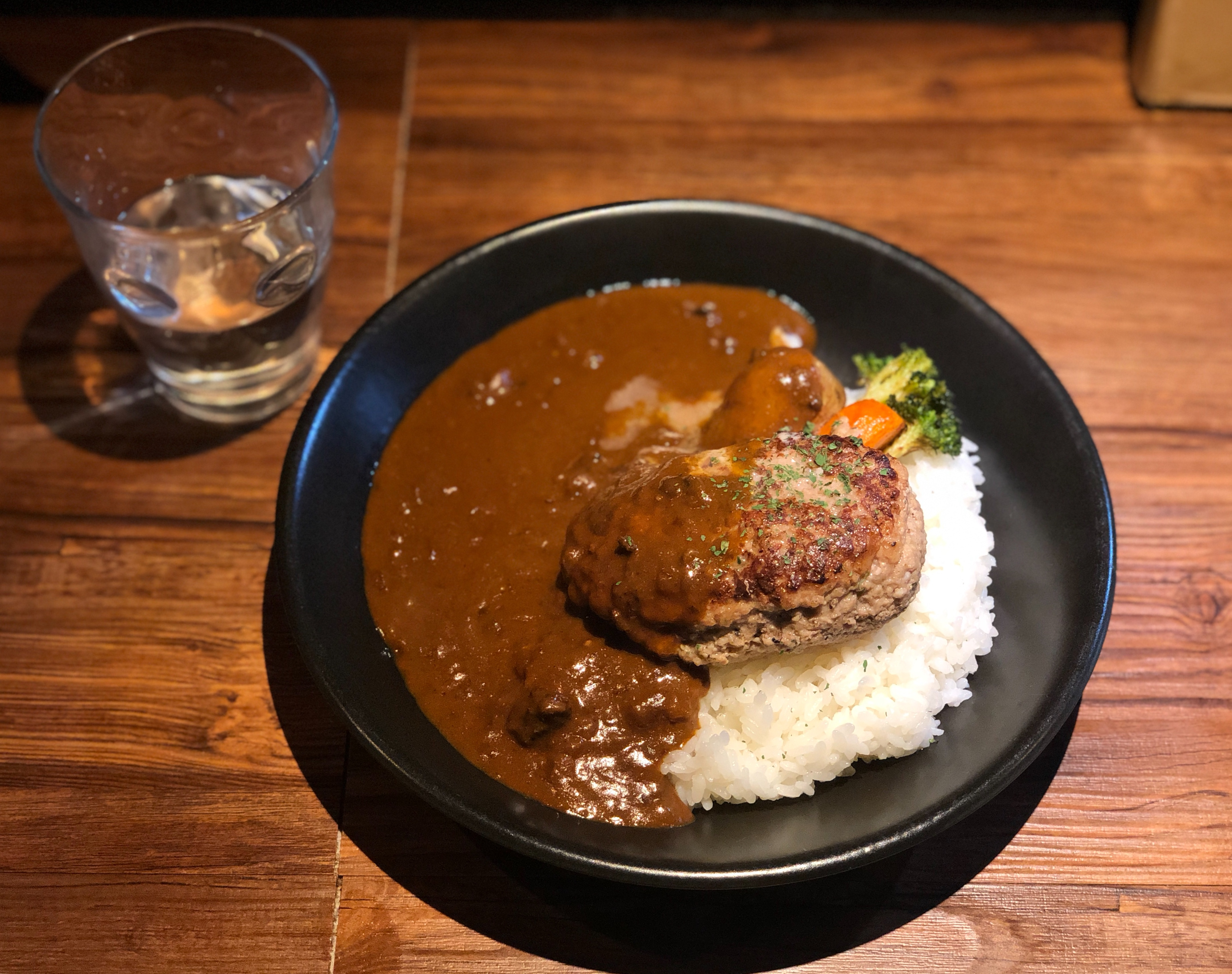
汉堡排咖喱飯

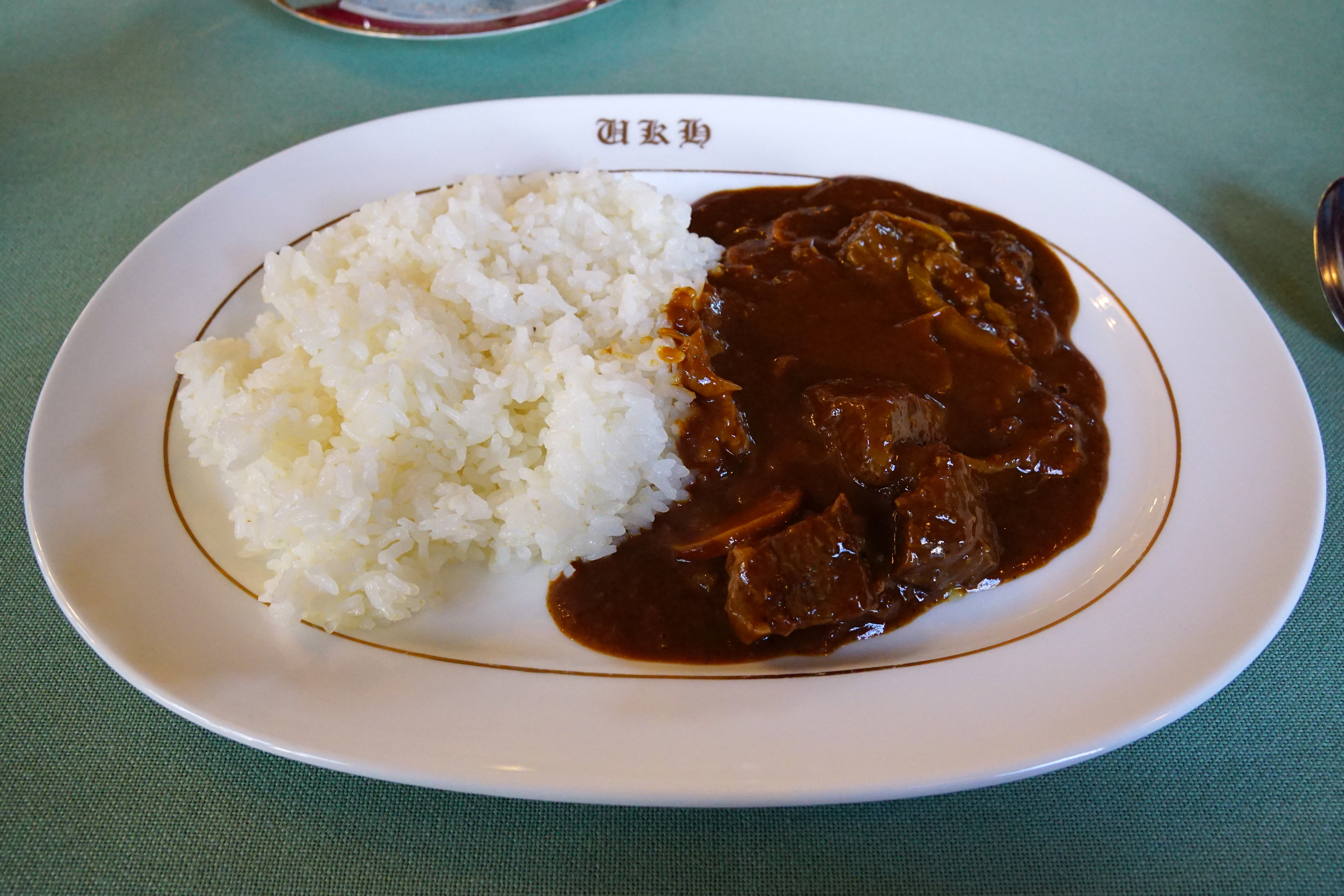
咖喱飯

日本咖喱飯（日语： Kare Raisu）是一種將米飯配上咖喱一同食用的日本料理。口感香滑濃稠、味道較甜，其配上白飯而成的咖喱飯不僅在日本中小學校供應的食品中名列最受歡迎食品的前茅，更常被稱為「國民食物」，在日本廣受歡迎。

## 歷史

### 咖喱傳入日本

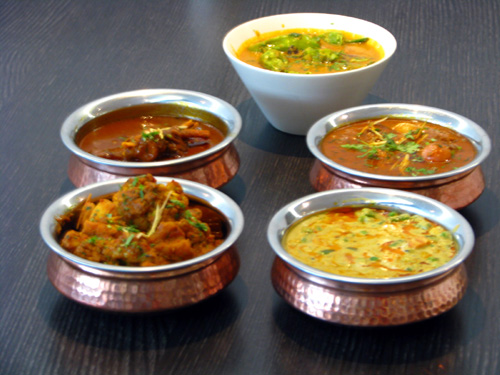
印度咖喱

自1853年黑船來航開始，日本的鎖國體制已經事實上不復存在，而橫濱周邊地區也開始居住了為數甚多的歐美人，日本人也隨之得到了更多機會接觸西洋飲食文化，當中英國食品公司克羅斯和布萊克威爾（英語：Crosse & Blackwell，簡稱）生產的咖喱粉便隨著明治維新登陸了日本。
咖喱最初在1772年左右自印度傳入英國，其後一本在1861年出版、在當時廣為流行的食譜《家庭管理》（Household Management）開始鼓勵人們到店鋪選購咖喱粉，而非自己製作，藉此把咖喱的烹調時間大幅減少，並借蘋果和麵粉添加甜味和濃稠度。這種英國咖喱日後成為了現今日本咖喱的基礎，而咖喱在登陸日本時也被視為歐洲料理多於印度料理。故此，日本咖喱並非直接以印度咖喱為基礎，而是發展自已被西洋飲食文化薰陶過的英國咖喱。
第一名接觸咖喱飯的日本人是山川健次郎。山川在赴美留學的船上首次接觸到咖喱飯，但據井上宏生著的《為甚麼日本人會喜歡咖喱飯呢》（日本人はカレーライスがなぜ好きなのか）一書提及，山川當時只吃掉了蓋在咖喱下的白飯。

### 日本最早的咖喱食譜

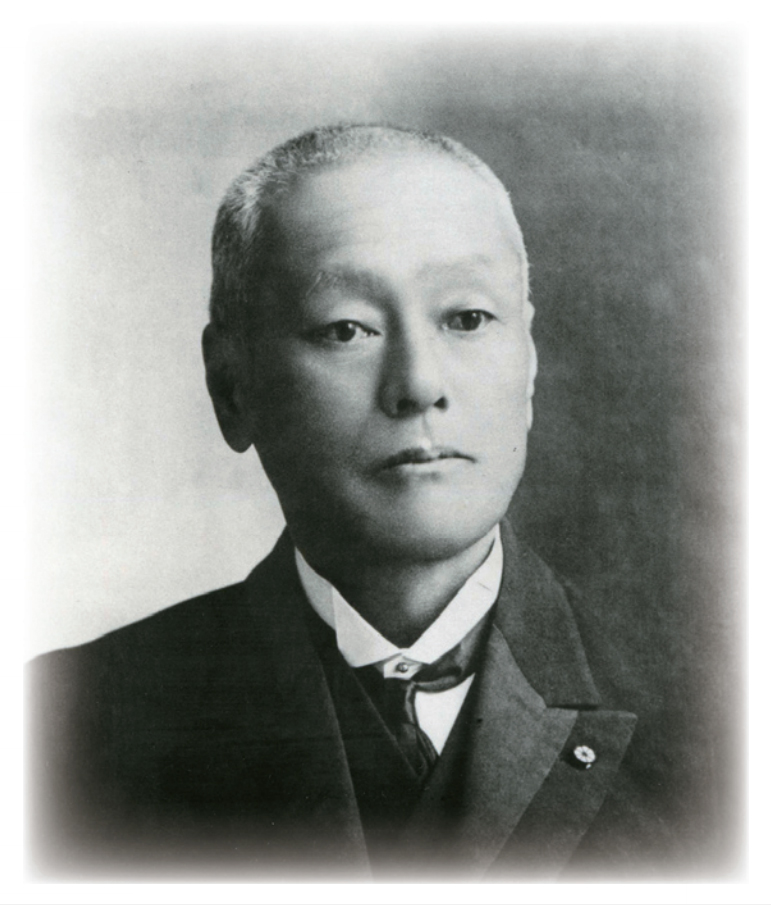
山川健次郎

最早的日語咖喱食譜出現於1872年、由敬學堂主人撰寫的《西洋料理指南》，當中舉出了的材料包括「蔥、薑、蒜、牛油、蝦、鯛魚、蠔、雞肉、蛙、小麥粉和咖喱粉」。由於食譜中包括了蛙作為材料，飲食研究家小菅桂子推測這種咖喱可能混入了法國料理的元素，不過這種做法並未在日本普及。較為普及的是同年由仮名垣魯文編纂的《西洋料理通》，其咖喱食譜列出了牛肉、雞肉、蔥、蘋果、小麥粉、柚子和咖喱粉等材料。

### 命名

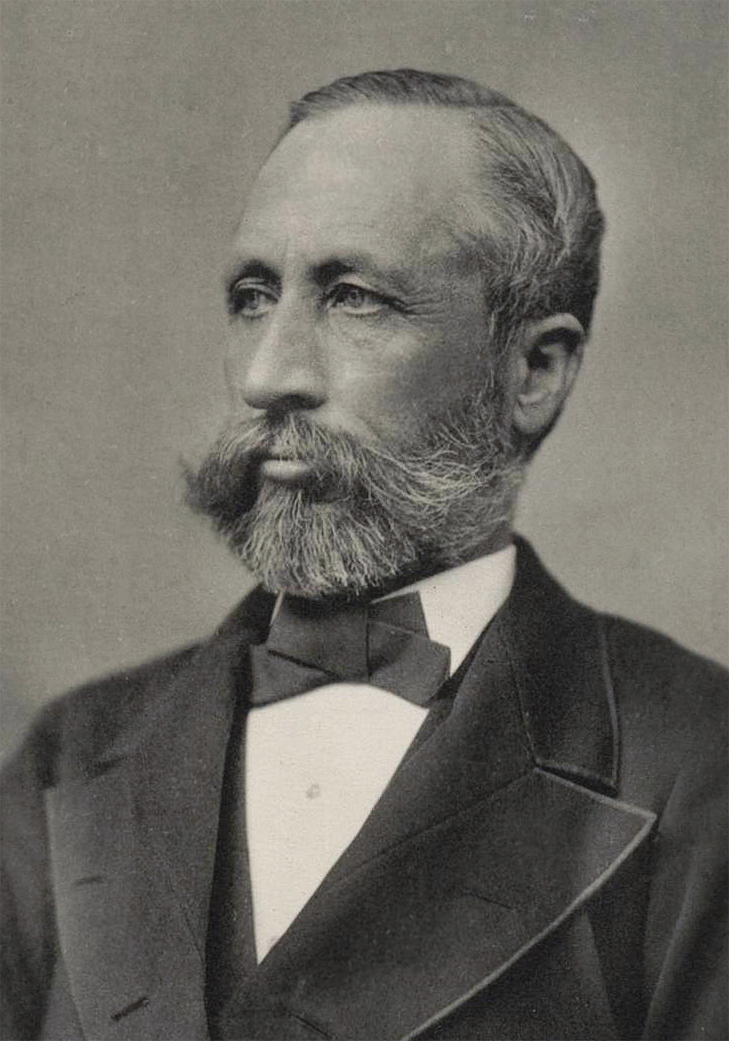
威廉·史密斯·克拉克

1860年，福澤諭吉出版的《增訂華英通語》首先將咖喱翻譯為「 Koruri」。1872年，當年受聘於北海道開拓使東京事務所的美國人霍勒斯·卡普隆獲提供的午餐包括咖喱飯。據北海道立文書館報《赤煉瓦》的記述，當時咖喱飯的名稱為「 Taisu Karei」。1873年，日本陸軍幼年學校開始逢星期六向學生供應咖喱飯作為午餐，但當時的名稱則未有記載。其後威廉·史密斯·克拉克在1876年於札幌開辦農業學校時，大力推動以小麥為主導的膳食，希望改善日本人因以米飯為主食而身體貧弱的問題，故鼓勵學生進食麵包等西洋食物，限制學生不得進食米飯，但咖喱飯則不受此限，當時咖喱飯的名字則被稱為「 Raisu Karei」（「飯咖喱」）。現今咖喱飯的片假名名稱「 Kare Raisu」（「咖喱飯」）的起源則有數種說法，有指是1877年開張的法國料理店米津凮月堂首先採用，也有指是帝國飯店最早使用，但實際情況已難以考究。
早期「飯咖喱」和「咖喱飯」兩種稱呼均有被使用，而據S&B食品的介紹，兩者有著微妙的差別：「飯咖喱」多指飯和咖喱汁盛載在同一個器皿中進食的食法，而「咖喱飯」則指把飯和咖喱汁分開不同器皿進食的食法。然而在一般家庭，咖喱與飯往往只會一起盛載在同一個器皿中，但卻越來越多人稱呼其為「咖喱飯」，「咖喱飯」的稱呼於日本戰後經濟高速增長期逐漸佔優勢，並在1964年東京奧運會前取得了壓倒性的地位，自此成為大眾所認知的名稱。

### 平民化、成為海軍指定伙食

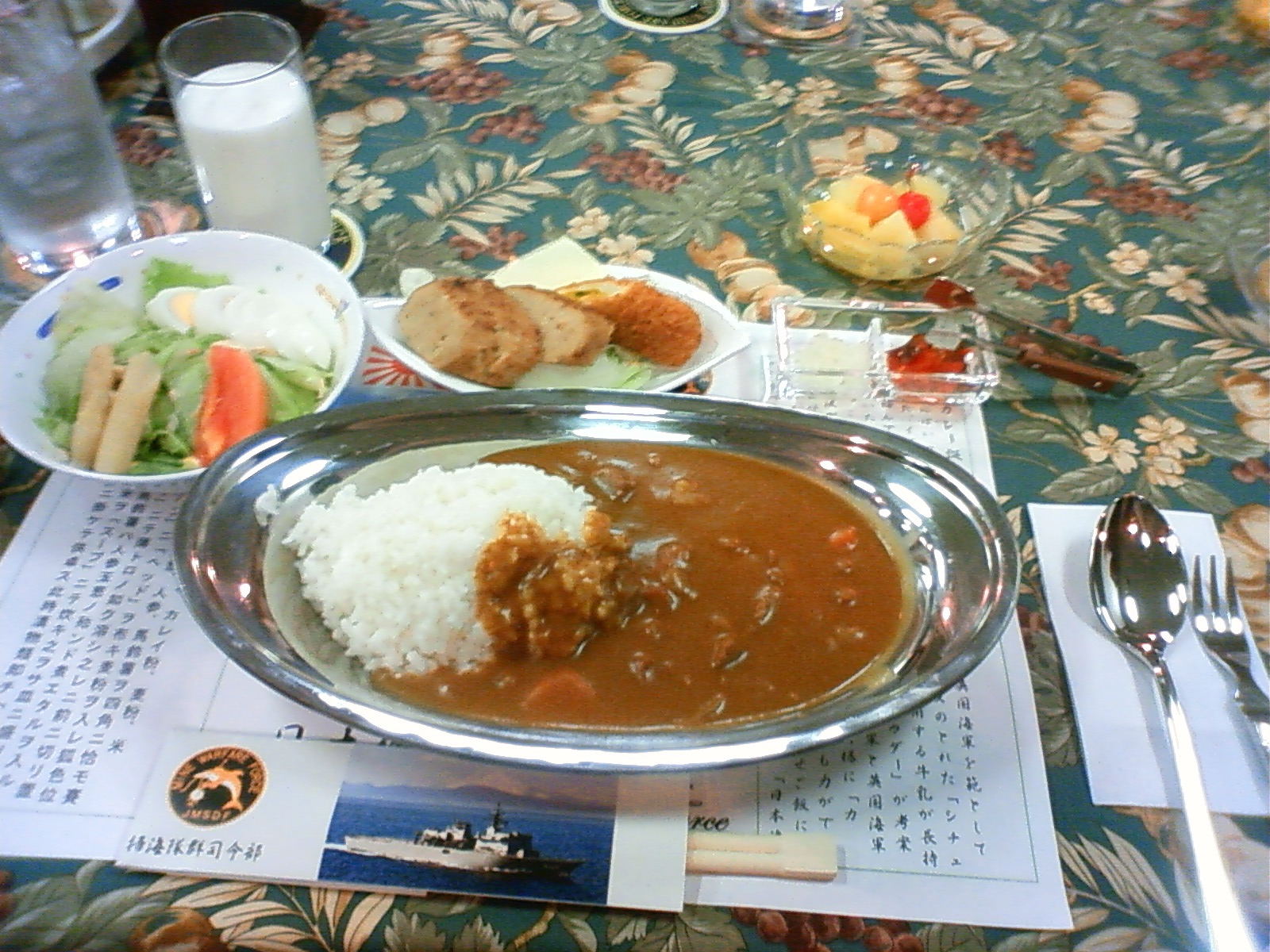
海上自衛隊浦賀號上供應的海軍咖喱

在咖喱傳入日本初期，咖喱粉基本上全部經自英國進口，使用咖喱的食品價格也相當高昂。1903年，大阪道修町一間藥房「今村彌」自行製造出了咖喱粉。由於當年大阪人習慣在早上將之前一晚的冷飯和隔夜飯菜翻熱當作早餐食用，易於調理的咖喱隨即在大阪打響名堂。1905年，日俄戰爭爆發，日本海軍當時有超過三成軍人因飲食不均衡而導致腳氣病，軍方發現英國皇家海軍的咖喱飯包含肉類和蔬菜等食材，能彌補白米的不足，故將其採用為海軍指定伙食之一，是為最早的「海軍咖喱」。1908年，海軍出版《海軍割烹術参考書》，當年海軍咖喱的食譜包括了洋蔥、馬鈴薯和胡蘿蔔三種食材，這三種食材被稱為「三神器」。明治時期，日本本身並沒有這些西洋蔬菜，但由於北海道的氣候與美國麻薩諸塞州相近，出身當地的駐日外籍顧問威廉·史密斯·克拉克開始在其開辦的農業學校種植，其後北海道的農場開始大規模種植西洋蔬菜，加上日本國內大量生產的咖喱粉，日本咖喱的雛形在明治時代末期已逐漸確立，成為現今日本咖喱的原型。

### 學校午餐、普及化

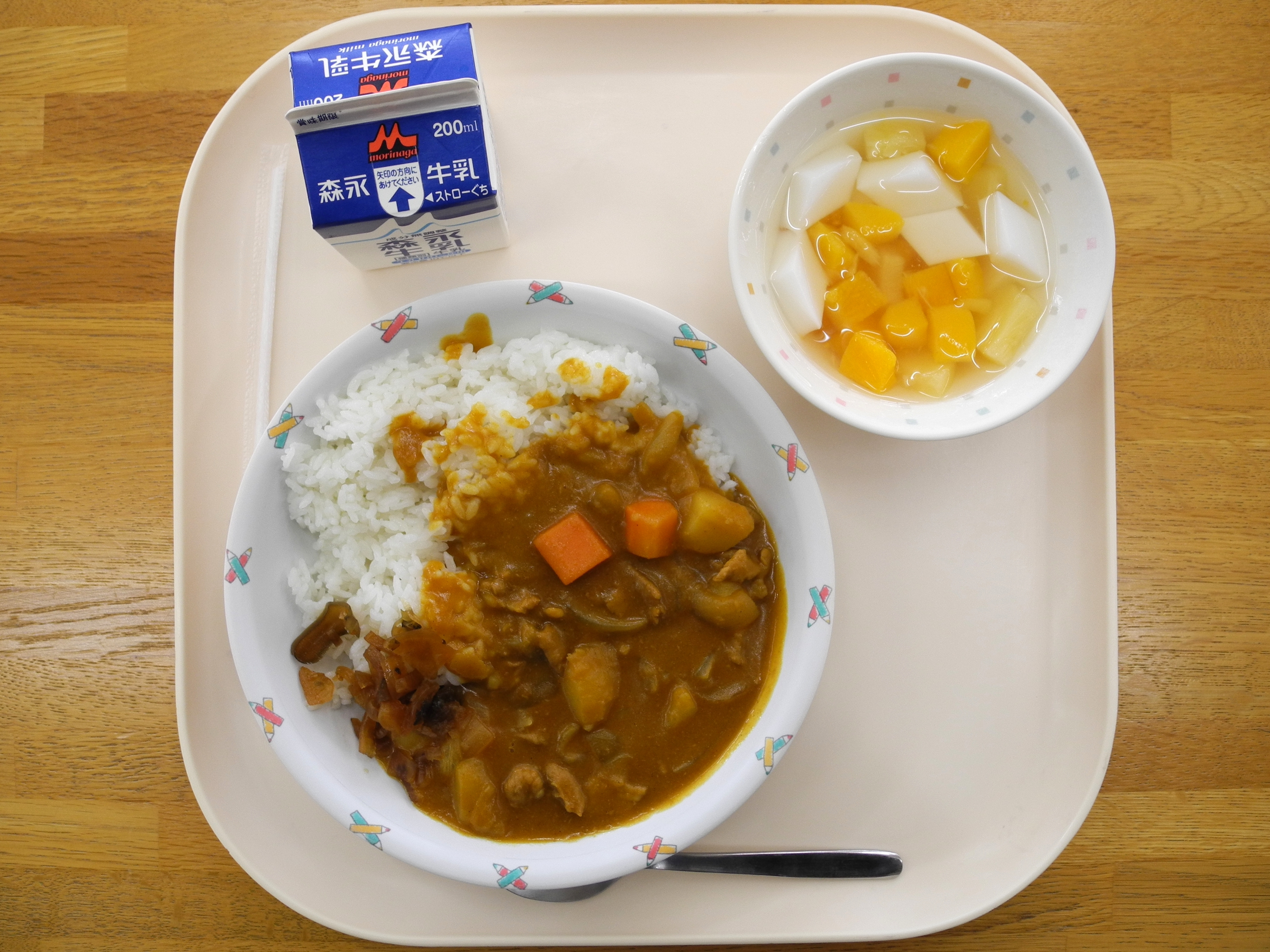
小學供應的雞肉咖喱飯

1932年，大阪阪急百貨店的食堂供應的咖喱飯連咖啡僅售20錢（當時100錢為1日圓），即使是平民也能負擔得起，因此瞬間大受歡迎，每天售出一萬三千多份。第二次世界大戰結束後，日本糧食非常不足，此時印度向日本提供了多達7噸香料，促使日本中小學校供應咖喱作為午餐。1948年4月，東京都的部分學校開始供應燉煮咖喱，當時S&B食品的創辦人山崎峯次郎致力向學校導入咖喱，並取得了社會的正面評價，此後逐步將供應範圍擴大至東京23區以至日本全國。同時，各大生產商在1950年代開始推出各種即溶咖喱塊，至1950年代末出現罐裝咖喱，1960年代研發出日本獨創的即食包裝咖喱。在即食包裝咖喱面世後，各大咖喱廠商旋即在電台和電視台打上大量廣告，市場競爭激烈，咖喱飯從學校進入了一般家庭。1982年，全國學校營養師協議會將1月22日定為「咖喱之日」，此後全國中小學校每年均在此日統一供應咖喱飯作午餐。
關於咖喱飯受日本人歡迎的原因，當中包括牛肉在明治維新時期作為「文明開化」的象徵受到推崇，日本人開始廣泛進食牛肉，這令使用牛肉的咖喱也同時隨之普及起來。同時由於英國吃法多把咖喱和麵粉混合製成稠狀醬汁，再行搭配米飯進食，這相比起多數搭配印度薄餅進食的印度吃法，更為貼近以米為主要食糧的日本飲食文化，故在普及後受到了日本人的歡迎。

## 用料和做法

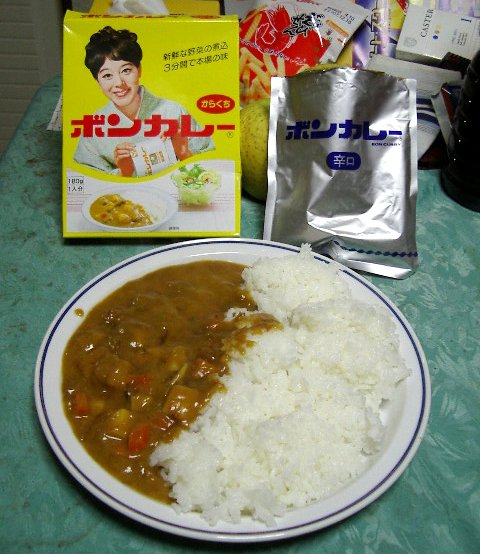
即食包裝咖喱烹調的咖喱飯。

日本咖喱主要使用的蔬菜為洋蔥、馬鈴薯和胡蘿蔔三種，是為「三神器」。然而，也有一些民眾主張馬鈴薯不應加入咖喱飯，因為其「跟米飯合不來」和不喜歡其「溶掉的口感」。
而在肉類方面，日本咖喱多數使用豬肉、牛肉和雞肉，偶爾也會搭配羊肉、海鮮和蔬菜。據2012年NTT DOCOMO進行的一份統計，最受歡迎的肉類配料順序為豬肉、牛肉、雞肉和海鮮。以地域來說，豬肉在東日本較為普遍，而西日本則以牛肉較為普遍，相對兩者的雞肉則只見於日本海側的山口縣、島根縣、鳥取縣，九州的長崎縣以及東日本的栃木縣。按年齡計算的話，日本國內50歲以上者較喜歡牛肉，而按性別計則以男性較鍾愛牛肉。
在大米方面，日本人通常以短粒米為主，但偶爾也會使用印度和英國所慣用、較少水分的長粒米，以追求較堅韌的口感。有時候也可在米飯中混入香芹、燈籠椒、薑黃、番紅花、桂皮、果仁和腰豆等香料。
在配菜方面，咖喱飯最常見的是福神漬，之後有生魚片、芹菜等。加在咖喱飯面上的有玉米、杏仁片、水煮蛋、草莓、鳳梨、火腿和香腸等。
在咖喱剛於日本家庭普及時的大正時代，通常會把小麥粉和咖喱粉以牛油等配料炒開，再加入鰹節湯煮成咖喱配飯而成。現代日本人則多以市售的咖喱塊或咖喱包加入上述的配料煮成咖喱飯，較少從零開始做起。

### 圖集

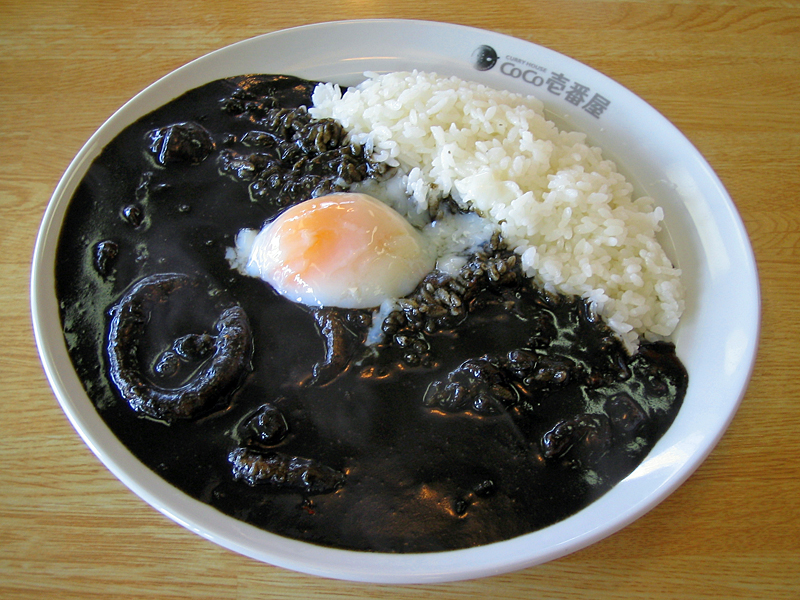
黑咖喱飯
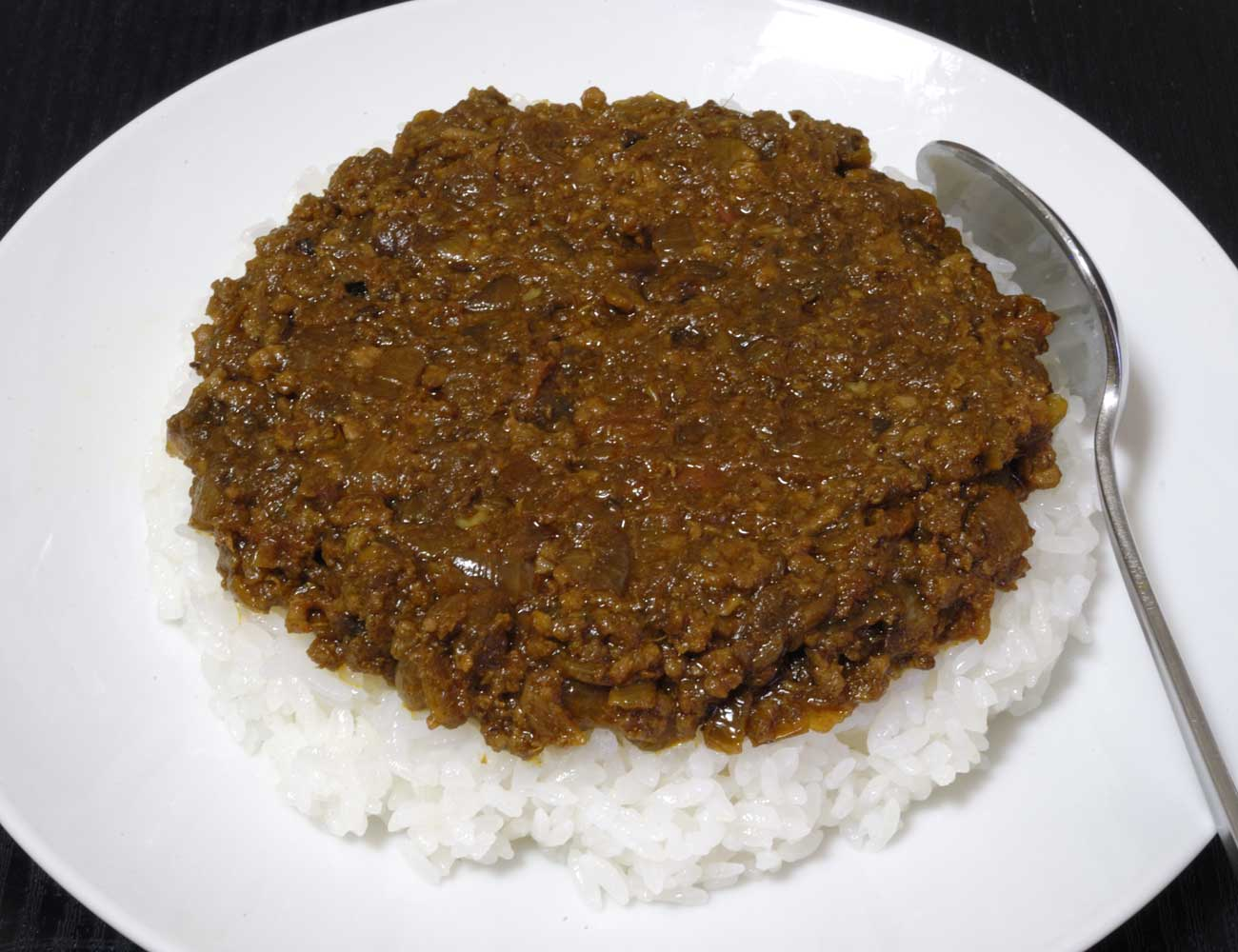
乾咖喱飯
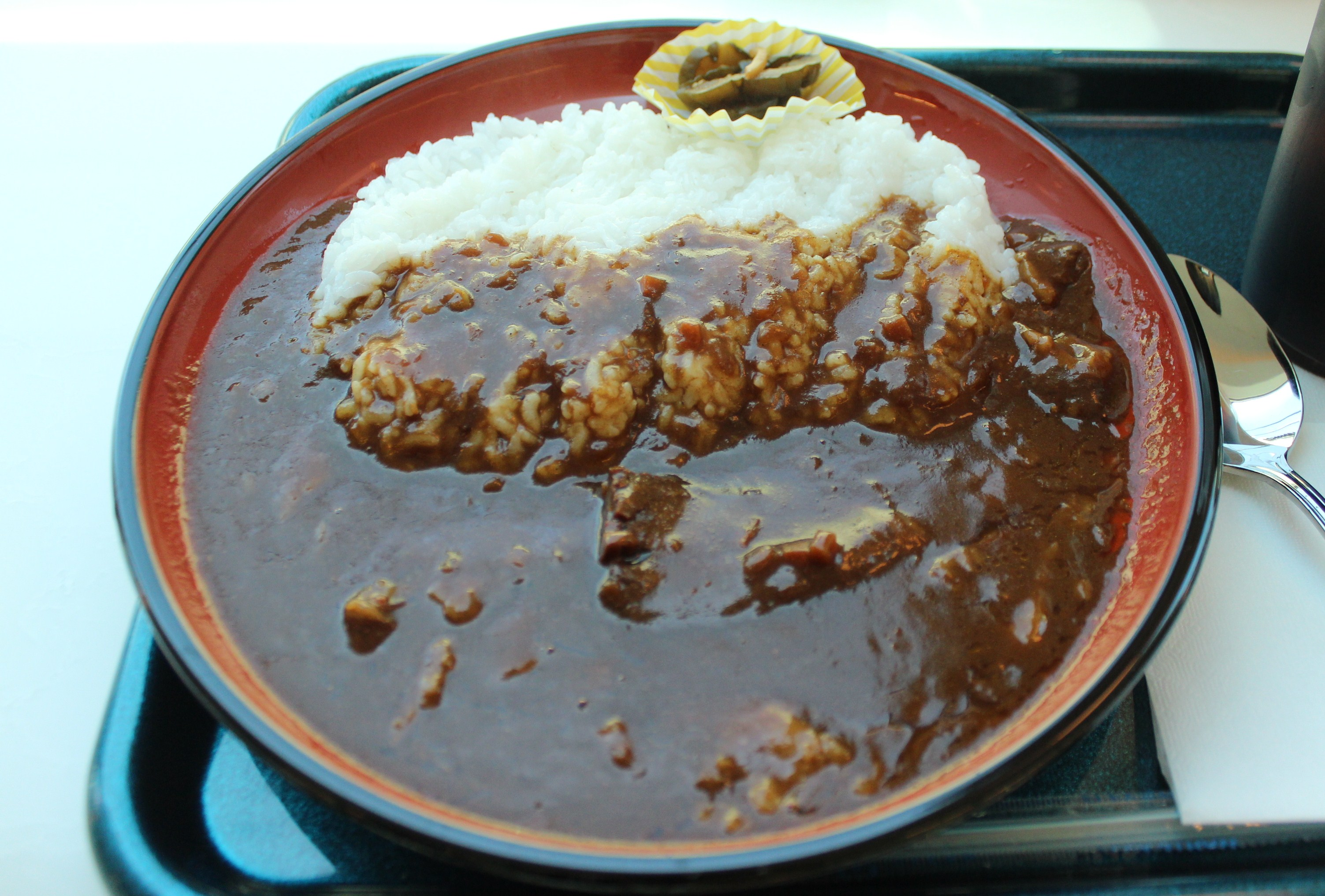
牛肉咖喱飯
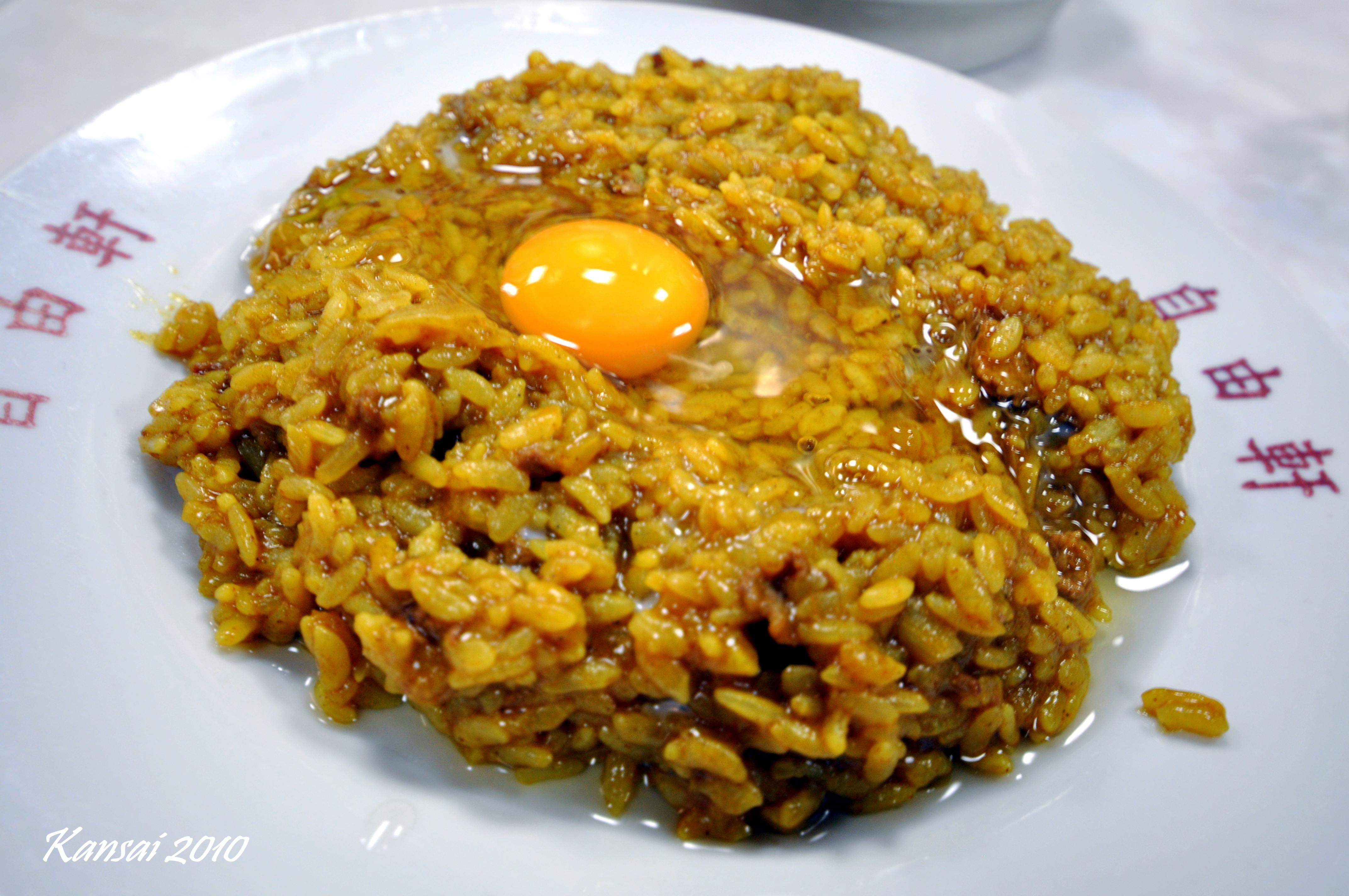
南蠻咖喱飯
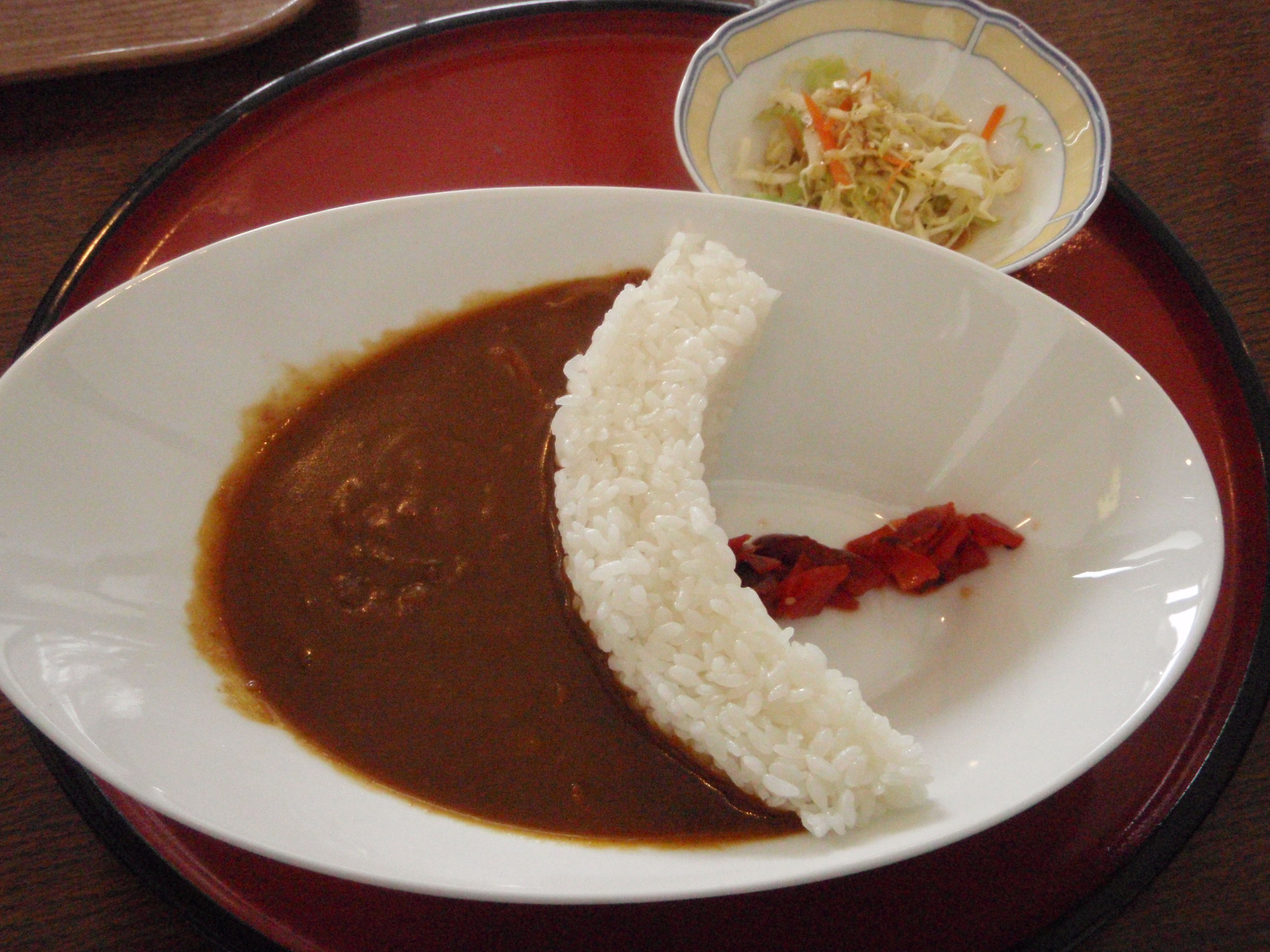
大壩咖喱飯
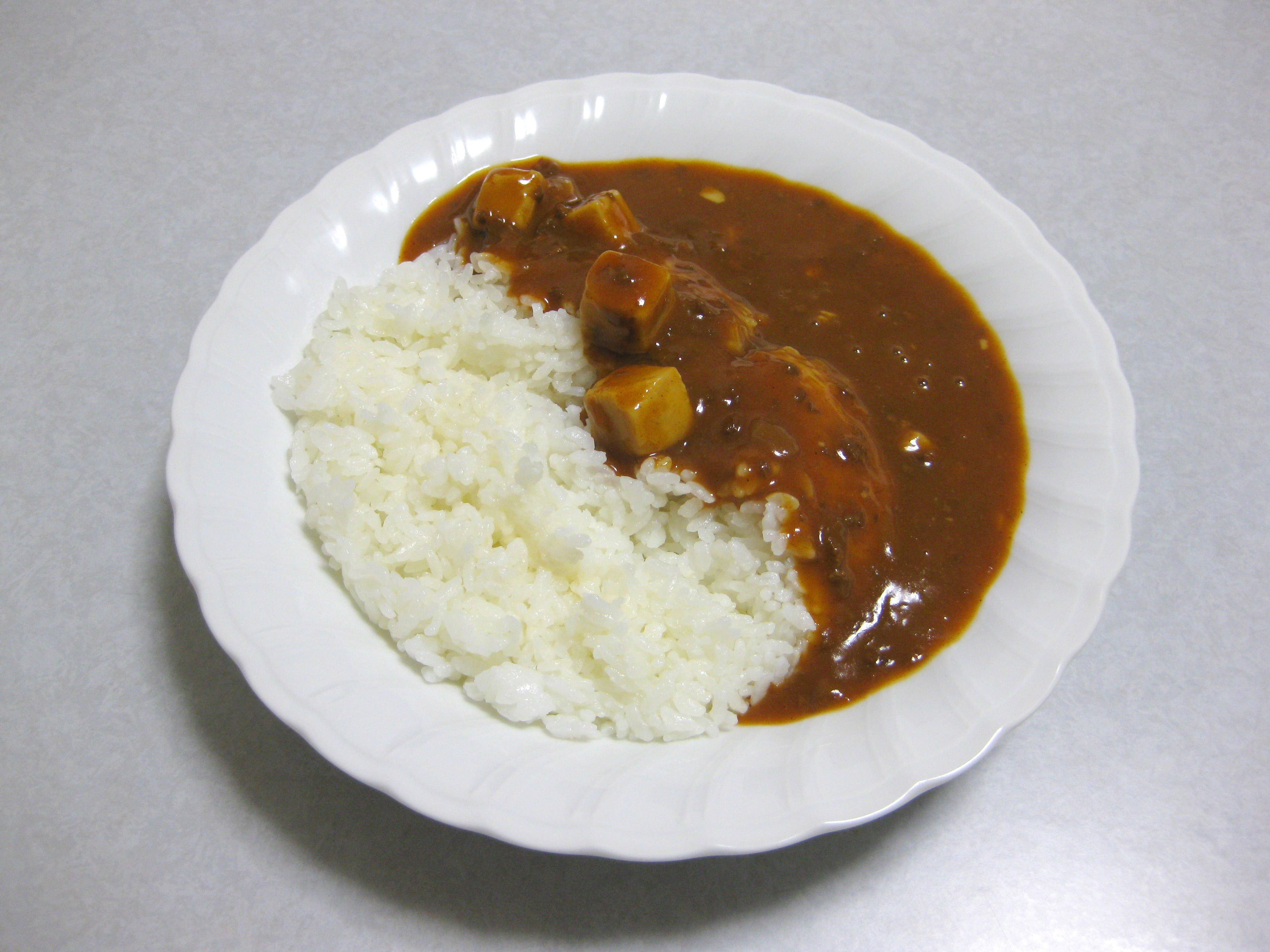
麻婆咖喱飯
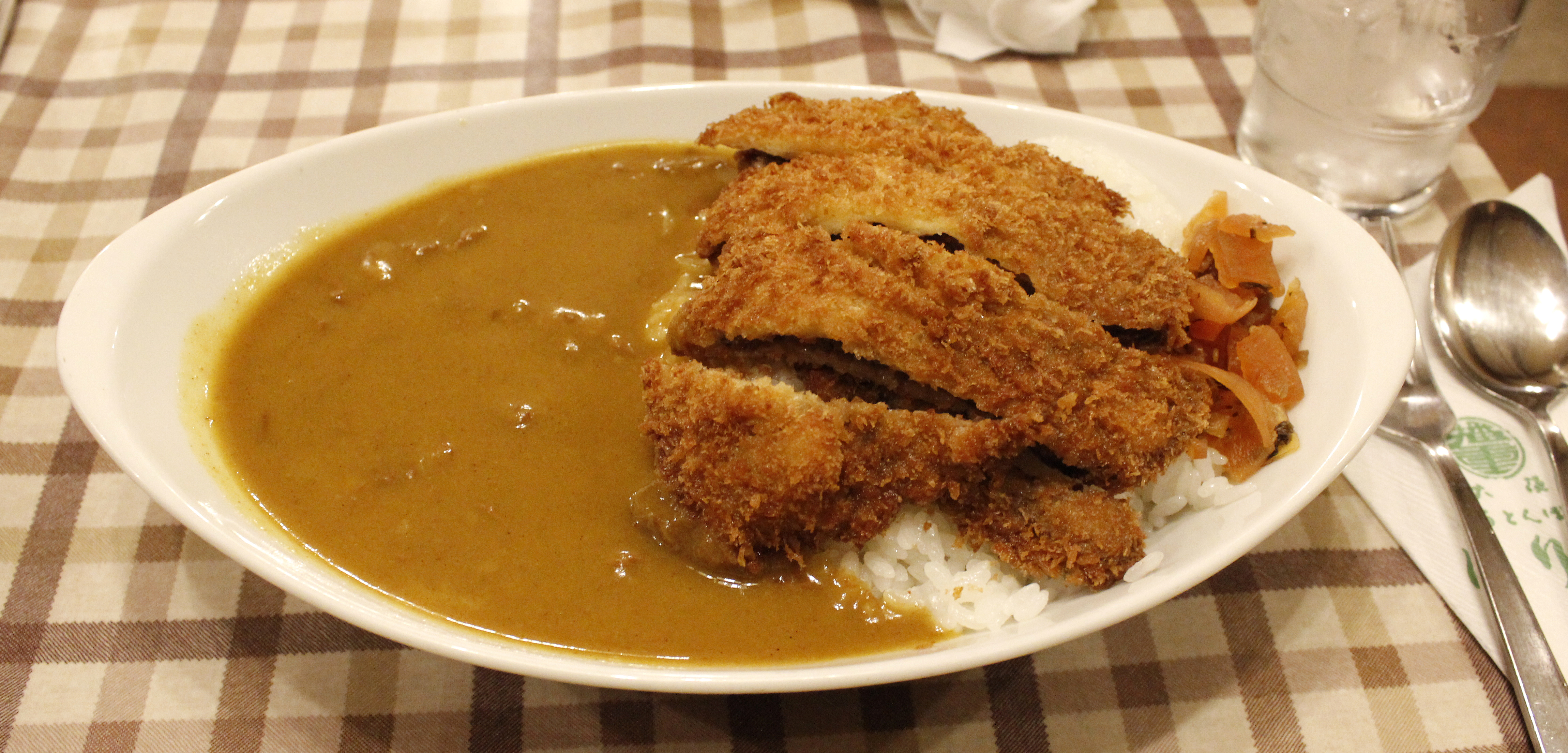
豬排咖喱飯
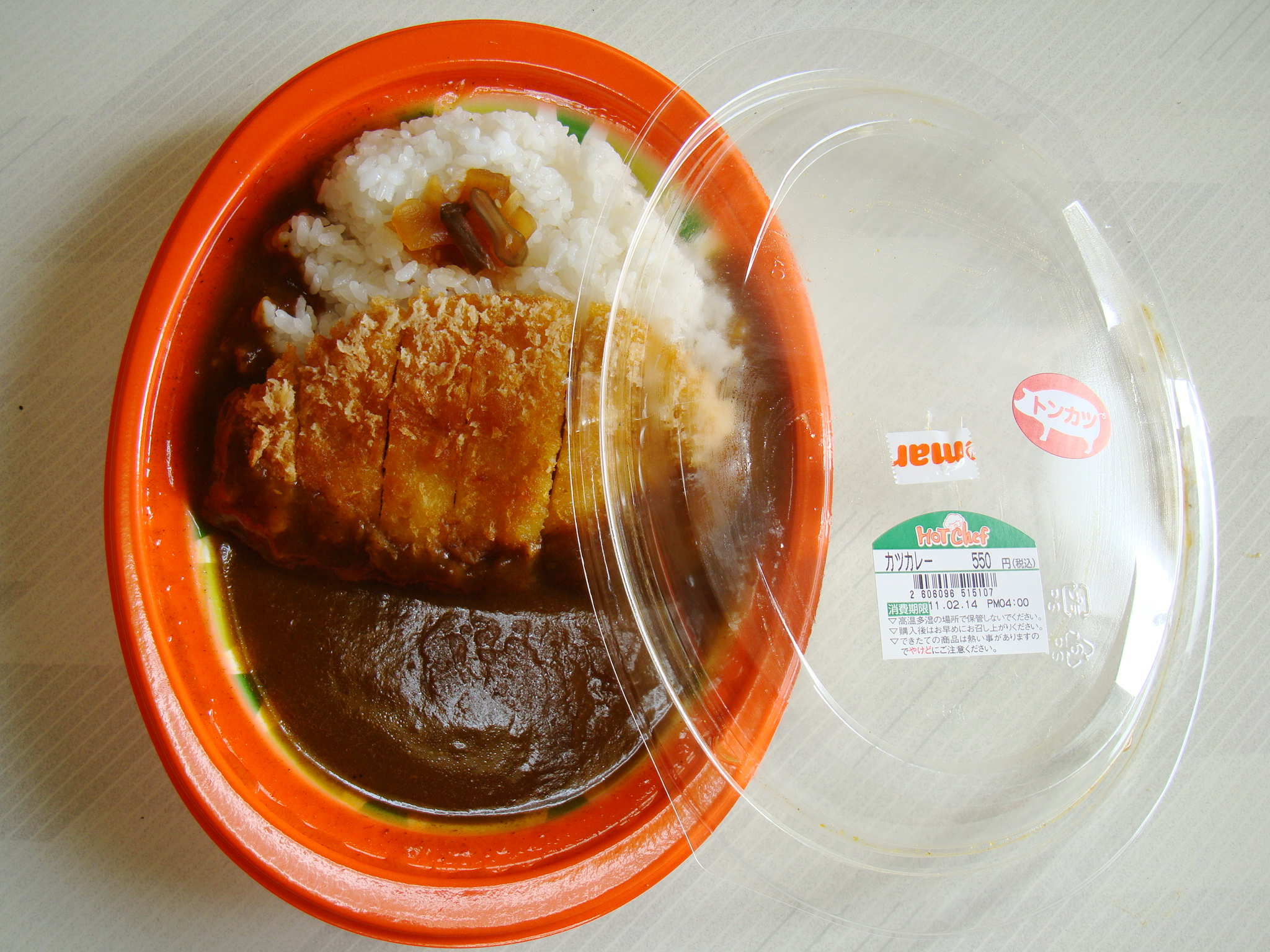
便利商店販售的豬排咖喱飯
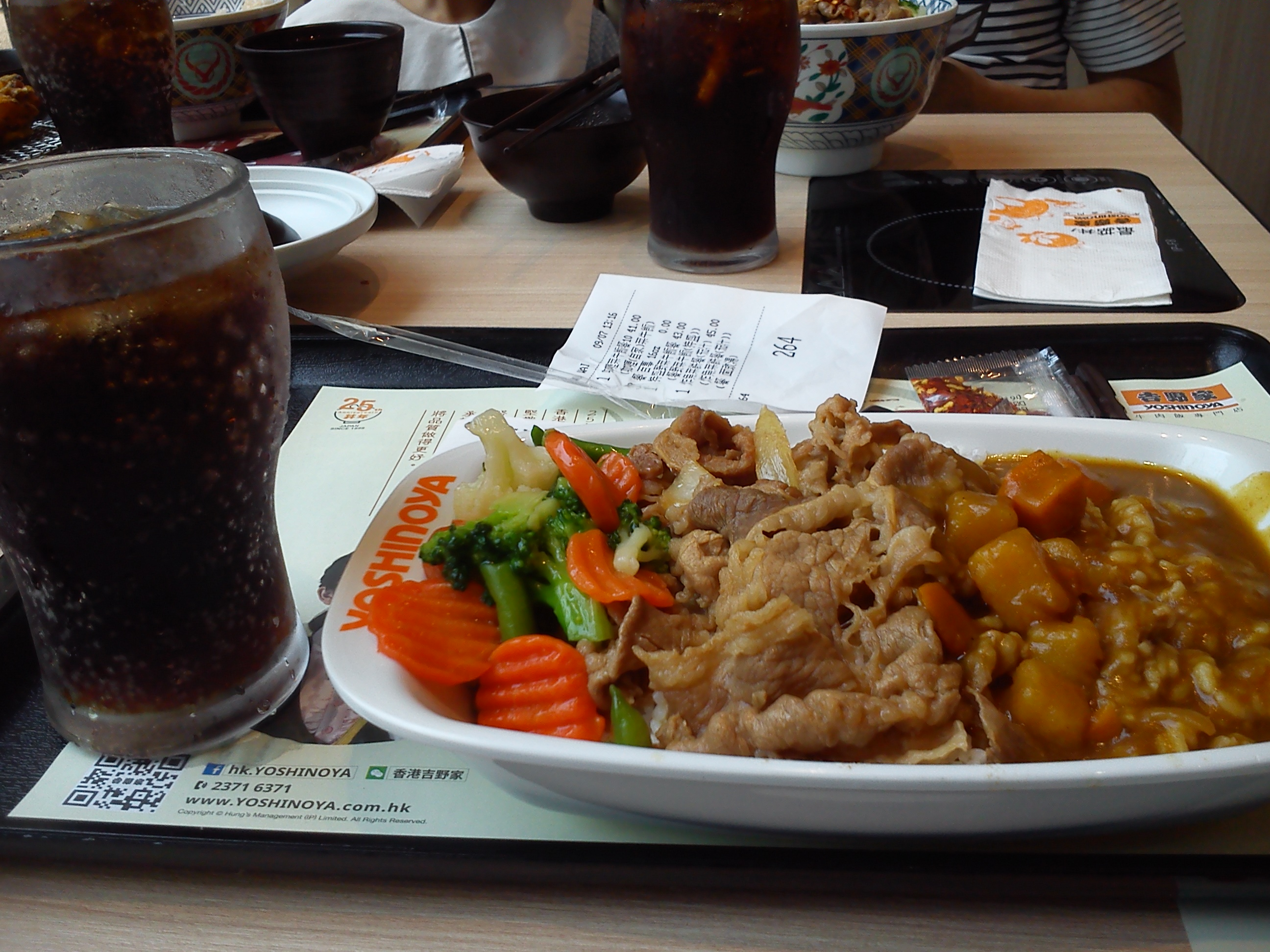
牛肉蔬菜咖喱飯
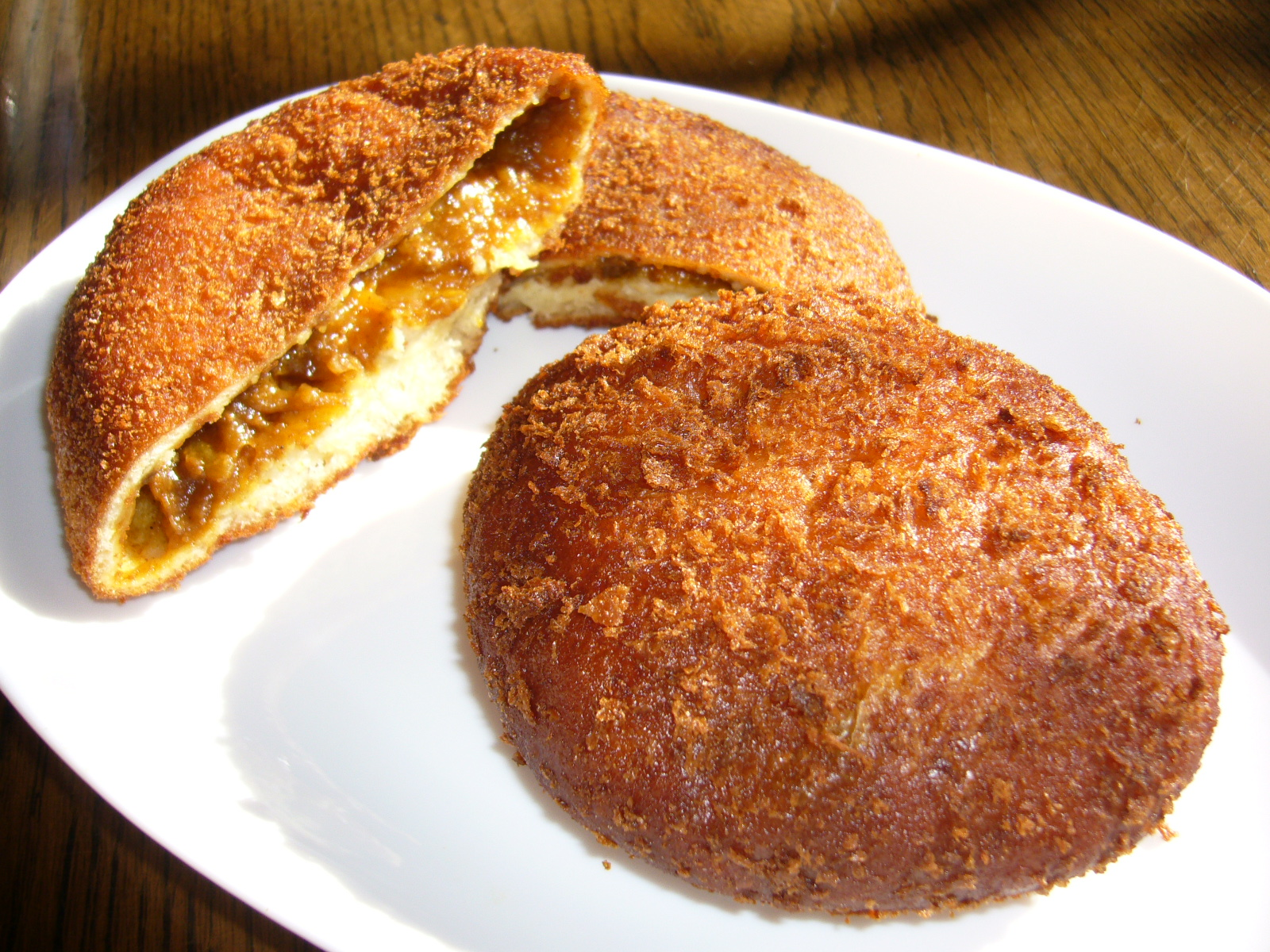
咖哩麵包